# Velký kancléř
Velký kancléř (Magnus Cancellarius) je v rámci katolického vysokého školství ordinář dozorující činnost určité katolické teologické fakulty nebo katolické univerzity. Daná vzdělávací instituce na něm zpravidla právně závisí. Velký kancléř zprostředkovává její kontakty se Svatým stolcem, zastupuje zájmy Svatého stolce před ní i naopak její zájmy před Svatým stolcem. Vyučujícím předmětů týkajících se víry a mravů uděluje kanonickou misi, vyučujícím ostatních předmětů povolení k vyučování (venia docendi). Pro obsazování míst a udělování akademických hodností, které vyžadují nihil obstat udělené Svatým stolcem, vede řízení o jeho udělení.

## Velcí kancléři v České republice
- Katolická teologická fakulta Univerzity Karlovy – velkým kancléřem je arcibiskup pražský
- Cyrilometodějská teologická fakulta Univerzity Palackého – velkým kancléřem je arcibiskup olomoucký
- Teologická fakulta Jihočeské univerzity nemá velkého kancléře

## Velcí kancléři na Slovensku
- Katolická univerzita v Ružomberku – velkým kancléřem je arcibiskup košický
- Teologická fakulta Trnavské univerzity v Trnavě – velkým kancléřem je generální představený Tovaryšstva Ježíšova